# Улица Чайковского (Санкт-Петербург)

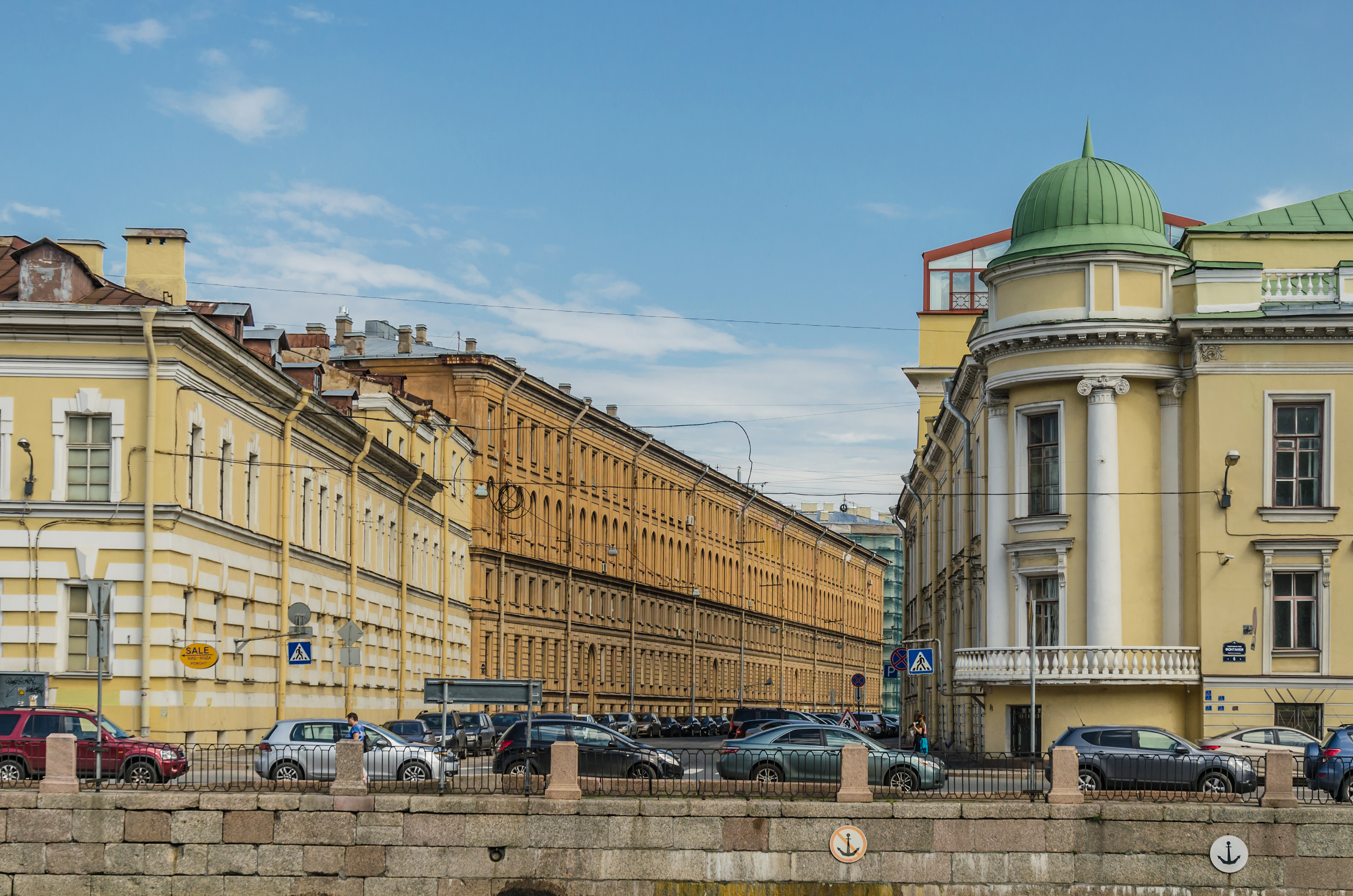
Улица Чайковского, вид с набережной Фонтанки

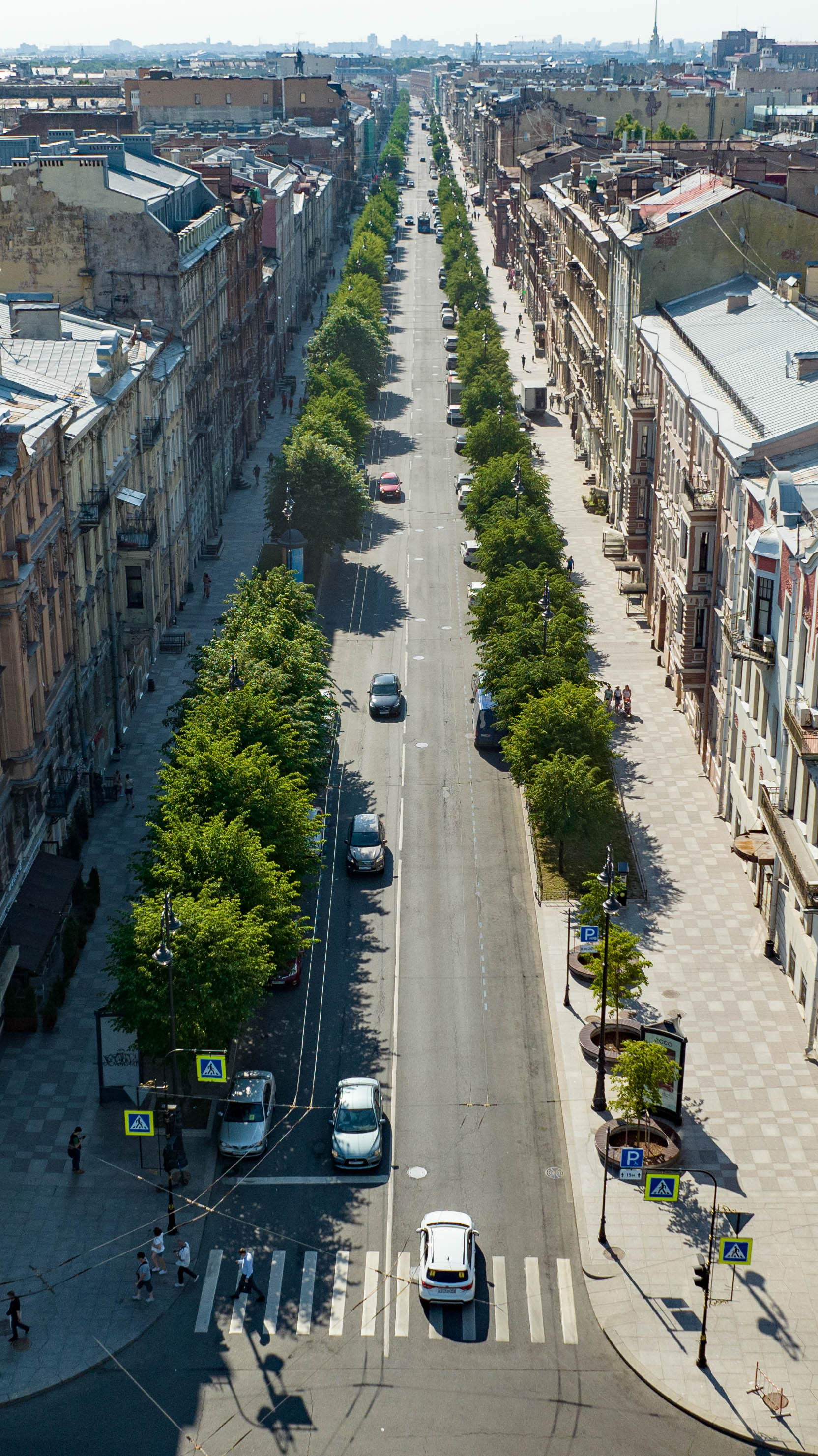
Перспектива улицы, вид с воздуха от Таврического сада

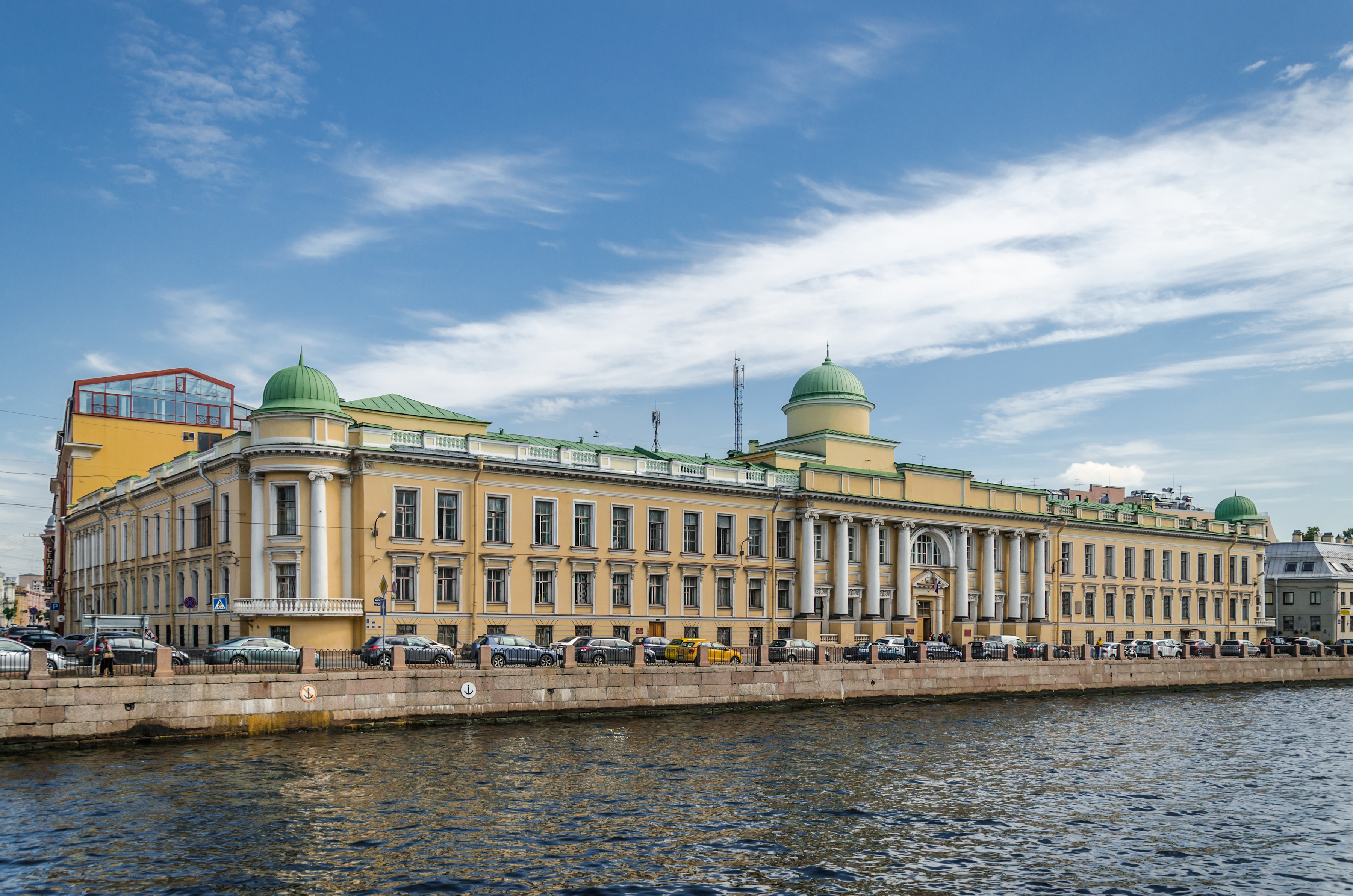
Императорское училище правоведения, вид с набережной Фонтанки

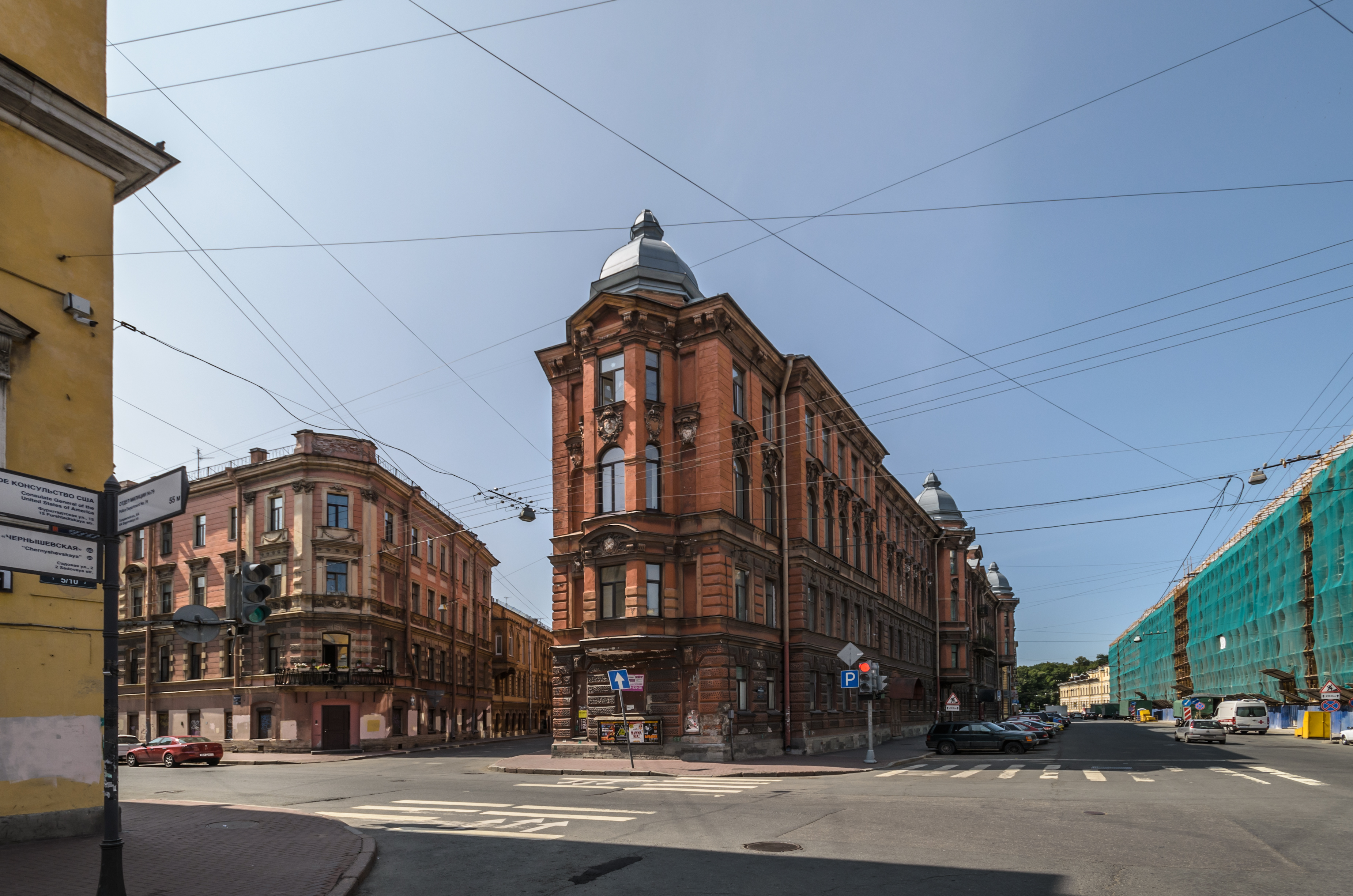
Перекрёсток с Гагаринской улицей и улицей Оружейника Фёдорова, вид в сторону Фонтанки

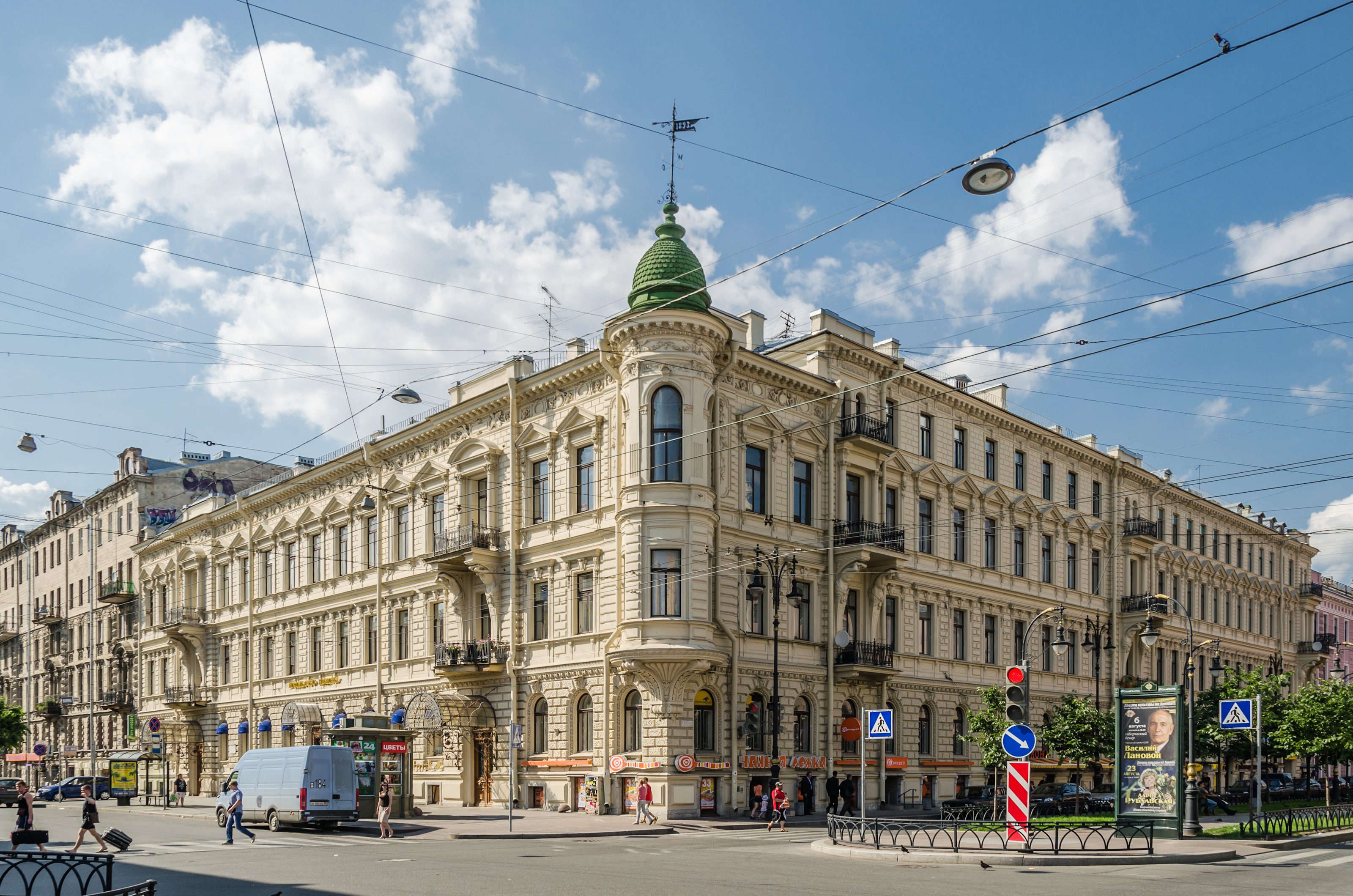
Доходный дом П. П. Вейнера, улица Чайковского, 38, перекрёсток с проспектом Чернышевского

У́лица Чайко́вского — улица в Центральном районе Санкт-Петербурга. Проходит от набережной реки Фонтанки до Потёмкинской улицы.

## О происхождении названия
Проложена в первой половине XVIII века на территории бывшей Литейной (Артиллерийской) слободы, откуда и получила название Артиллерийская. После постройки здесь в 1731 году собора Святого Сергия Всей Артиллерии (дом 17) она носила название Сергиевская. Собор был разобран в 1933 году. Часть здания вошла в построенное в стиле конструктивизма Центральное адресное бюро ГУВД и приёмную УФСБ (нынешний адрес — дом 6 по Литейному проспекту).
В 1923 году она была переименована в память о композиторе Петре Ильиче Чайковском. Будущий великий композитор жил на этой улице в доме 41 в 1852—1853 годах, а также учился в Императорском училище правоведения (дом 1), располагавшемся на углу набережной Фонтанки и Сергиевской улицы.
Городская легенда постсоветского времени о том, что улицу переименовали якобы в честь эсера Н. В. Чайковского — миф, не подтверждаемый источниками. Наоборот, в картах Ленинграда 1920-х годов специально указывается, во избежание недоразумений, «композитора Чайковского».
В 2014 году, в связи 700-летием святого Сергия Радонежского, высказывались предложения о возвращении улице названия Сергиевская.

## История и достопримечательности
Первоначально улица не доходила до Фонтанки, только лишь до Косого канала (современная улица Оружейника Фёдорова), а между каналом и набережной здесь были устроены пруды для разведения рыбы к царскому столу. Здесь же находился Запасной двор для хранения припасов царского двора. В 1770 году пруды и канал засыпали, а улицу продлили до Фонтанки. Большая часть зданий относится к концу XIX — началу XX века. Улица Чайковского считалась одной из самых аристократических улиц Петербурга; ряд особняков принадлежал крупным сановникам, финансистам и политическим деятелям — графам Апраксиным (дом 32); князю П. Н. Трубецкому; князьям Барятинским, а позже великой княгине Ольге Александровне (дома 46—48, 1858 год, архитектор Г. А. Боссе); А. К. Кольману (дом 53); графине М. Э. Клейнмихель (дом 33) и другим.
- № 2 — придворный прачечный дом, построенный в 1780 году.
- № 4 — дом С. А. Кокошкина — первая четверть XIX века. В 1945—1954 гг. здесь жил народный художник СССР Ю. М. Непринцев, автор картины «Василий Тёркин».
- № 8 — доходный дом Куракиной. Архитектор Н. В. Набоков. Перестраивался в 1869 году по проекту Д. Д. Соколова, надстраивался в 1872—1873 годах. С 1915 по 1929 год в этом доме жил Леонид Собинов.
- № 10 — особняк Е. М. Бутурлиной ( 781710971370005) — был построен в 1857—1860 годах архитектором Г. А. Боссе. В 1868 году в этом доме снимала жильё семья математика С. В. Ковалевской. С 1860-х годов и до 1917 года в этом особняке размещалось посольство Австро-Венгрии. В 1940 году здесь жил шахматист М. М. Ботвинник.
- № 20 — Дом Е. С. Мясоедова (И. В. Оболенской-Нелединской-Мелецкой) 1852 года постройки. Объект культурного наследия регионального значения. В феврале 2022 года передано Национальному медицинскому исследовательскому центру имени Алмазова[3].
- № 27 — усадьба графа В. П. Орлова-Давыдова, создана в 1872—1874 годах по проекту архитектора Р. А. Гёдике, также над ансамблем работали архитекторы Г. Фоссати, С. А. Данини, Г. А. Боссе и др.
- № 28 — в 1858—1859 годах по проекту архитектора А. К. Кольмана здесь был построен двухэтажный особняк греческого консула И. Е. Кондоянаки. В 1896 году участок земли вместе с домом выкупает В. П. Кельх из семьи богатых сибирских промышленников. Для семьи Кельх в 1896—1897 годах перестраивались фасад и интерьеры по проекту архитекторов В. И. Шене и В. И. Чагина. В 1903 году по проекту архитектора К. К. Шмидта во дворе был построен ажурный готический павильон. К 1905 году финансовое положение семьи Кельх пришло в упадок, и особняк пришлось заложить, а потом и продать. В 1919 году в особняке открылась Школа экранного искусства. Одним из выпускников этой школы был С. Д. Васильев — один из создателей популярного советского фильма «Чапаев». В 1998 году здание было передано юридическому факультету Петербургского университета.
- № 29 — бывший особняк Трубецких — Нарышкиных. Построен в 1832 году по проекту архитектора К. Ф. Лемана на месте двух домов, один из которых принадлежал Абраму Ганнибалу — прадеду Александра Пушкина. В 1875 году дом приобрёл Василий Нарышкин, перестройку дома произвёл архитектор Р. А. Гёдике. 27 марта[4] 2012 года во время реставрационных работ в особняке в скрытом помещении площадью 5-6 м² под полом третьего этажа был обнаружен крупный клад уникальных предметов старины: серебряной посуды, украшений, наград[5][6]. В Петербурге за всю историю города обнаружено около 200 кладов, «клад Нарышкиных» — самый большой и богатый[4]. Вскоре после обнаружения клад частично представили для обозрения в Константиновском дворце, затем передали на хранение в Екатерининский дворец музея-заповедника «Царское Село»[7].
- № 30 — особняк с дворовыми флигелями, построенный в 1844—1846 годах по проекту архитекторов Р. И. Кузьмина и Г. А. Боссе, принадлежал князю Л. В. Кочубею, сыну министра внутренних дел В. П. Кочубея. Затем владельцем стал Г. С. Строганов, правнук графа А. С. Строганова, позднее — промышленник Ю. С. Нечаев-Мальцов. В 1883—1884 годах по заказу Нечаева-Мальцова были выполнены интерьеры этого здания в стиле рококо архитектором Л. Н. Бенуа. Последний дореволюционный владелец здания — наследник Нечаева-Мальцова граф П. Н. Игнатьев. В 1920-х годах в особняке разместился Петроградский окружной фотокинокомитет, внутри особняка были оборудованы съёмочные павильоны, где велась подготовка и съёмка первых советских художественных фильмов. До 1925 года здесь работала студия «Севзапкино». С 1933 года в особняке размещался Смольнинский райисполком, с 1936 года — исполком Дзержинского районного Совета и районная прокуратура. С 1995 года в здании располагался Санкт-Петербургский РУОП, в настоящее время в здании расположено ГУ МВД России по Северо-Западному федеральному округу (ГУ МВД России по СЗФО).
- № 33—37 — особняк графини М. Э. Клейнмихель. В этом доме в 1944—1978 годах жил народный артист СССР В. В. Меркурьев[8]. Здесь в 1928—1933 годах жил технический директор завода «Красный путиловец» В. Л. Саблин.
- № 45 — особняк А. С. Юревича. В 1869—1870 гг. был перестроен в «неогреческом стиле» Д. Д. Соколовым.
- № 46-48  781721304690006 — дом Барятинских (дом Великой княгини Ольги Александровны), 1 треть XIX в., перестройки 1837 г. (арх. Е. И. Диммерт), 1858 г. (арх. Г. Э. Боссе), 1900-е гг.
- № 52 — корпус Общины сестёр милосердия, архитектор Л. М. Харламов, 1902—1903.
- № 57 (проспект Чернышевского, 11) — доходный дом. В 1848 году был расширен по проекту В. Е. Моргана.
- № 71 — в 1967 году здесь было открыто Генеральное консульство Финляндии в Ленинграде — первое после Великой Отечественной войны иностранное консульство в городе. Позднее консульство переехало в новое более просторное здание по адресу Преображенская площадь, дом 4, торжественное открытие которого состоялось 24 ноября 2004 года.

### Доходные дома
- Дом 18 — доходный дом (1876—1877, архитектор И. И. Шапошников).
- Дом на углу Литейного, 5 и Чайковского, 19 (1882, архитектор Х. Х. Тацки). Включал в себя здание XVIII века. Старая часть полностью снесена в 2007 году, от угловой части оставлены две стены.
- Дом 26 — дом В. А. Абазы (И. Форша), конец 1780-х.
- Дом 31 — доходный дом (1873, архитектор И. И. Шапошников).
- Дом 38  781710803920005 — доходный дом Петра Петровича Вейнера (1892, архитектор Борис Гиршович). В разные годы здесь жили Николай Гарин-Михайловский, Владимир Набоков, художник Альфред Рудольфович Эберлинг (1872—1951)[9].
- Дом 40 (проспект Чернышевского, 12)  7831888000 — доходный дом А. Д. и Н. К. Чижовых (1850, архитектор А. К. Кольман; перестроен в 1906—1907 гражданским инженером Н. К. Чижовым).
- Дом 42  7831887000 — доходный дом П. М. Назарова (1905, гражданский инженер А. М. Шарлов).
- Дом 52 — доходный дом (1851, архитектор К. И. Брандт; реконструирован и расширен).
- Дом 53—55  7831886000 — особняк и доходный дом А. К. Кольмана (1859—1861, архитекторы А. К. Кольман, Е. И. Ферри-де-Пиньи).
- Дом 58 — доходный дом (1862, архитектор П. В. Бульери; 1878, архитектор К. Г. Прейс; 1910, архитектор П. В. Резвый). Первоначально — трёхэтажное здание в стиле барокко, в 1878 году надстроен 4-й этаж, в 1910 — надстройка 5 и 6 этажей и переделка фасада в стиле неоклассицизма.
- Дом 61, литера А — доходный дом П. Г. Гулина (1901, архитектор Б. И. Гиршович). В 1903 году первый этаж здания занимало консульство Греции[10]. В 1920-е годы часть помещений занимала 4-я школа социально-трудового воспитания. Объект культурного наследия с 2021 года[11].
- Дом 63 — дом купцов Августа и Карла Шрейберов (1879, архитектор В. В. Геккер). Объект культурного наследия. В доме жили художник Н. А. Ярошенко (1879—1890), хирург В. А. Оппель (1898—1905), пианист Натан Перельман (1906—2002).
- Дом 79  7831892000 — доходный дом купеческой семьи Соболевых (1873, архитектор М. А. Макаров; в 1913 надстроен по проекту Л. М. Харламова)[12]. В 1920-х здание занимало генеральное консульство Персии, с конца 1920-х переведено в жилой фонд[13].
- Дом 81 — доходный дом А. П. Покотиловой, супруги архитектора Дмитрия Покотилова и матери китаиста Дмитрия Дмитриевича Покотилова[14]. Участок был выкуплен в 1874 году, а уже в 1876-м Дмитрий Покотилов перестроил стоявшее на нём здание, увеличив его до 5 этажей и оформив фасады в эклектичном стиле[15].
- Дом 83  7831893000 — дом В. П. Лихачёва (1 четв. XIX века; 1881, архитектор П. П. Мижуев). Здание было надстроено до пяти этажей по проекту архитектора Л. Л. Фуфаевского в духе поздней эклектики. В этом здании проживали поэтесса Зинаида Гиппиус с мужем Дмитрием Мережковским, Дмитрий Философов, Иван Соллертинский[16].

### Перечень объектов культурного наследия
| Список объектов от реки Фонтанки до Моховой улицы | Список объектов от реки Фонтанки до Моховой улицы | Список объектов от реки Фонтанки до Моховой улицы | Список объектов от реки Фонтанки до Моховой улицы | Список объектов от реки Фонтанки до Моховой улицы | Список объектов от реки Фонтанки до Моховой улицы |
| Номер дома                                        | Описание                                          | Архитектор                                        | Постройка                                         | Иллюстрация                                       | Координаты                                        |
| ------------------------------------------------- | ------------------------------------------------- | ------------------------------------------------- | ------------------------------------------------- | ------------------------------------------------- | ------------------------------------------------- |
| До № 1                                            | Летний сад                                        | Ж-Б. Леблон, М. Г. Земцов, И. Матвеев             | 1704—1719 гг.                                     | Вид с Прачечного моста                            | 59°56′41″ с. ш. 30°20′08″ в. д.                   |
| До № 1                                            | река Фонтанка и набережная реки Фонтанки          |                                                   |                                                   |                                                   |                                                   |
| До № 1                                            | Дом сенатора Неплюева                             |                                                   |                                                   |                                                   | 59°56′45″ с. ш. 30°20′18″ в. д.                   |
| До № 1                                            | Императорское училище правоведения                | Перестройка А. И. Мельников и В. П. Стасов        | 1835 г.                                           | Здание Училища правоведения                       | 59°56′45″ с. ш. 30°20′18″ в. д.                   |
| № 1Б                                              | Здание Сергиевских бань                           | Перепрофилирование под бизнес-центр               | 2000-е гг.                                        |                                                   | 59°56′46″ с. ш. 30°20′23″ в. д.                   |
| № 2                                               | Придворный прачечный дом                          |                                                   | 1780 г.                                           |                                                   | 59°56′48″ с. ш. 30°20′25″ в. д.                   |
| № 1—3                                             | Соляной переулок                                  | Соляной переулок                                  | Соляной переулок                                  | Соляной переулок                                  | Соляной переулок                                  |
| № 3—5                                             | улица Оружейника Фёдорова                         | улица Оружейника Фёдорова                         | улица Оружейника Фёдорова                         | улица Оружейника Фёдорова                         | улица Оружейника Фёдорова                         |
| № 3—5                                             | Гагаринская улица                                 |                                                   |                                                   |                                                   |                                                   |
| № 4                                               | Дом С. А. Кокошкина                               |                                                   | 1 четверть XIX в.                                 |                                                   | 59°56′46″ с. ш. 30°20′23″ в. д.                   |
| № 8                                               | Доходный дом Куракиной                            | Н. В. Набоков                                     |                                                   | Общий вид здания                                  |                                                   |
| № 8                                               | Доходный дом Куракиной                            | Перестройка по проекту Д. Д. Соколова             | 1869 г.                                           | Общий вид здания                                  |                                                   |
| № 8                                               | Доходный дом Куракиной                            | Надстройка                                        | 1872—1873 гг.                                     | Общий вид здания                                  |                                                   |
| № 8                                               | Жил Леонид Собинов                                |                                                   | 1915—1929 гг.                                     | Мемориальная табличка                             |                                                   |
| № 9—11                                            | Моховая улица                                     | Моховая улица                                     | Моховая улица                                     | Моховая улица                                     | Моховая улица                                     |

| Список объектов от Моховой улицы до Друскеникского переулка | Список объектов от Моховой улицы до Друскеникского переулка | Список объектов от Моховой улицы до Друскеникского переулка              | Список объектов от Моховой улицы до Друскеникского переулка | Список объектов от Моховой улицы до Друскеникского переулка | Список объектов от Моховой улицы до Друскеникского переулка |
| Номер дома                                                  | Описание | Архитектор                                                               | Постройка                                                   | Иллюстрация                                                 | Координаты                                                  |
| ----------------------------------------------------------- | --- | ------------------------------------------------------------------------ | ----------------------------------------------------------- | ----------------------------------------------------------- | ----------------------------------------------------------- |
| № 10                                                        | Особняк Е. М. Бутурлиной | Постройка Г. А. Боссе                                                    | 1857—1860 гг.                                               | Вид посольства Австро-Венгрии. Открытка 1910-х гг.          | 59°56′48″ с. ш. 30°20′42″ в. д.                             |
| № 10                                                        | Жила С. В. Ковалевская |                                                                          | 1868                                                        | Вид посольства Австро-Венгрии. Открытка 1910-х гг.          | 59°56′48″ с. ш. 30°20′42″ в. д.                             |
| № 10                                                        | Посольство Австро-Венгрии | 1860-е гг. — 1917 г.                                                     |                                                             | Вид посольства Австро-Венгрии. Открытка 1910-х гг.          | 59°56′48″ с. ш. 30°20′42″ в. д.                             |
| № 10                                                        | Жил М. М. Ботвинник | 1940                                                                     |                                                             | Вид посольства Австро-Венгрии. Открытка 1910-х гг.          | 59°56′48″ с. ш. 30°20′42″ в. д.                             |
| № 12—14                                                     | Литейный проспект | Литейный проспект                                                        | Литейный проспект                                           | Литейный проспект                                           | Литейный проспект                                           |
| № 14                                                        | Собор Святого Сергия Всей Артиллерии | Постройка                                                                | 1731 г.                                                     |                                                             | 59°56′48″ с. ш. 30°20′57″ в. д.                             |
| № 14                                                        | Собор Святого Сергия Всей Артиллерии | Разборка                                                                 | 1933 г.                                                     |                                                             | 59°56′48″ с. ш. 30°20′57″ в. д.                             |
| № 16                                                        | Отдел кадров УФСБ |                                                                          | XX век                                                      |                                                             | 59°56′49″ с. ш. 30°21′00″ в. д.                             |
| № 17                                                        | Доходный дом И. П. Лесникова | неизвестен                                                               | 1861—1863                                                   |                                                             | 59°56′46″ с. ш. 30°20′50″ в. д.                             |
| № 17                                                        | Дом М. Б. Трофимова | гражд. инж. П. А. Виноградов — надстройка, перестройка                   | 1908 г.                                                     |                                                             | 59°56′46″ с. ш. 30°20′50″ в. д.                             |
| № 17                                                        | Здание Русского товарищества «Нефть» | арх. В. С. Ястржембский — перестройка, надстройка                        | 1914 г.                                                     |                                                             | 59°56′46″ с. ш. 30°20′50″ в. д.                             |
| № 17                                                        | Гостиница «Нева» | перестройка под гостиницу                                                | 1930-е гг.                                                  |                                                             | 59°56′46″ с. ш. 30°20′50″ в. д.                             |
| № 17                                                        | Гостиница «Нева» | надстройка                                                               | 1969                                                        |                                                             | 59°56′46″ с. ш. 30°20′50″ в. д.                             |
| № 17                                                        | Гостиница «Нева» | реконструкция                                                            | 1976                                                        |                                                             | 59°56′46″ с. ш. 30°20′50″ в. д.                             |
| № 17                                                        | Гостиница «Hotel Indigo» (сеть «InterContinental Hotels Group») | реконструкция                                                            | 2011—2012 гг.                                               |                                                             | 59°56′46″ с. ш. 30°20′50″ в. д.                             |
| № 18                                                        | Доходный дом | И. И. Шапошников                                                         | 1876—1877 гг.                                               |                                                             |                                                             |
| № 19 / Литейный, 5                                          | Доходный дом | Х. Х. Тацки                                                              | 1882 г.                                                     |                                                             | 59°56′46″ с. ш. 30°20′53″ в. д.                             |
| № 19 / Литейный, 5                                          | Доходный дом | Снос старой части здания для строительства гостиницы «Reval Hotel Sonya» | 2007 г.                                                     |                                                             | 59°56′46″ с. ш. 30°20′53″ в. д.                             |
| № 19 / Литейный, 5                                          | Доходный дом | Надстройка здания как минимум одним этажом                               | 2008 г.                                                     |                                                             | 59°56′46″ с. ш. 30°20′53″ в. д.                             |
| № 27                                                        | Штаб-квартира масонской ложи «Великий Восток» |                                                                          |                                                             |                                                             | 59°56′47″ с. ш. 30°21′05″ в. д.59°56’47"N 30°21’5           |
| № 27—29                                                     | Друскеникский переулок | Друскеникский переулок                                                   | Друскеникский переулок                                      | Друскеникский переулок                                      | Друскеникский переулок                                      |
|                                                             | Достоверность этой статьи поставлена под сомнение. Необходимо проверить точность фактов и достоверность сведений, изложенных в этой статье. Соответствующую дискуссию можно найти на странице обсуждения. (2 августа 2020) |                                                                          |                                                             |                                                             |                                                             |

| Список объектов от Друскеникского переулка до проспекта Чернышевского | Список объектов от Друскеникского переулка до проспекта Чернышевского    | Список объектов от Друскеникского переулка до проспекта Чернышевского | Список объектов от Друскеникского переулка до проспекта Чернышевского | Список объектов от Друскеникского переулка до проспекта Чернышевского | Список объектов от Друскеникского переулка до проспекта Чернышевского |
| Номер дома                                                            | Описание                                                                 | Архитектор                                                            | Постройка                                                             | Иллюстрация                                                           | Координаты                                                            |
| --------------------------------------------------------------------- | ------------------------------------------------------------------------ | --------------------------------------------------------------------- | --------------------------------------------------------------------- | --------------------------------------------------------------------- | --------------------------------------------------------------------- |
| № 28                                                                  | Особняк греческого консула И. Е. Кондоянаки                              | А. К. Кольмана                                                        | 1858—1859 гг.                                                         |                                                                       | 59°56′48″ с. ш. 30°21′17″ в. д.                                       |
| № 28                                                                  | Особняк В. П. Кельх                                                      | Перестройка фасада и интерьеров В. И. Шене и В. И. Чагин              | 1896—1897 гг.                                                         |                                                                       | 59°56′48″ с. ш. 30°21′17″ в. д.                                       |
| № 28                                                                  | Особняк В. П. Кельх                                                      | Строительство ажурного готического павильона К. К. Шмидт              | 1903 г.                                                               |                                                                       | 59°56′48″ с. ш. 30°21′17″ в. д.                                       |
| № 28                                                                  | Школа экранного искусства                                                |                                                                       | 1919 г.                                                               |                                                                       | 59°56′48″ с. ш. 30°21′17″ в. д.                                       |
| № 28                                                                  | Учился С. Д. Васильев                                                    |                                                                       |                                                                       |                                                                       | 59°56′48″ с. ш. 30°21′17″ в. д.                                       |
| № 28                                                                  | Юридический факультет Санкт-Петербургского государственного университета | 1998 г.                                                               |                                                                       |                                                                       | 59°56′48″ с. ш. 30°21′17″ в. д.                                       |
| № 30                                                                  | Особняк князя Кочубея                                                    | Р. И. Кузьмин и Г. А. Боссе                                           | 1844—1846 гг.                                                         |                                                                       |                                                                       |
| № 30                                                                  | Особняк промышленника Ю. С. Нечаева-Мальцова                             | Интерьеры Л. Н. Бенуа                                                 | 1883—1884 гг.                                                         |                                                                       |                                                                       |
| № 30                                                                  | Петроградский окружной фотокинокомитет                                   |                                                                       | 1920-е гг.                                                            |                                                                       |                                                                       |
| № 30                                                                  | Смольнинский райисполком                                                 | 1933 г.                                                               |                                                                       |                                                                       |                                                                       |
| № 30                                                                  | Исполком Дзержинского районного Совета и районная прокуратура            | 1936 г.                                                               |                                                                       |                                                                       |                                                                       |
| № 30                                                                  | Санкт-Петербургский РУОП                                                 | 1995 г.                                                               |                                                                       |                                                                       |                                                                       |
| № 30                                                                  | Подразделения ГУ МВД РФ по Северо-западному федеральному округу.         | 2000-е гг.                                                            |                                                                       |                                                                       |                                                                       |
| № 32                                                                  | Особняк Апраксиных (А. Ф. Гейденрейх)                                    |                                                                       |                                                                       |                                                                       |                                                                       |
| № 29                                                                  | Особняк князя П. Н. Трубецкого                                           |                                                                       |                                                                       |                                                                       |                                                                       |
| № 31                                                                  | Доходный дом М. М. Челищева (И. П. Мануса)                               | Перестройка и расширение И. И. Шапошников                             | 1873 г.                                                               |                                                                       |                                                                       |
| № 33                                                                  | Особняк графини М. Э. Клейнмихель                                        |                                                                       |                                                                       |                                                                       |                                                                       |
| № 41                                                                  | Дом Ильиных (О. А. Кочневой). Жил П. И. Чайковский                       | Луиджи Руска                                                          | 1805-1806 гг.                                                         |                                                                       | 59°56′46″ с. ш. 30°21′16″ в. д.                                       |
| № 45                                                                  | Особняк А. С. Юрьевича                                                   | Перестройка Д. Д. Соколов                                             | 1869—1870 гг.                                                         |                                                                       |                                                                       |
| № 53                                                                  | Особняк А. К. Кольмана                                                   | А. К. Кольман                                                         | 1860—1861 гг.                                                         |                                                                       |                                                                       |
| № 38—40                                                               | проспект Чернышевского                                                   | проспект Чернышевского                                                | проспект Чернышевского                                                | проспект Чернышевского                                                | проспект Чернышевского                                                |

| Список объектов от проспекта Чернышевского до Потёмкинской улицы | Список объектов от проспекта Чернышевского до Потёмкинской улицы           | Список объектов от проспекта Чернышевского до Потёмкинской улицы | Список объектов от проспекта Чернышевского до Потёмкинской улицы | Список объектов от проспекта Чернышевского до Потёмкинской улицы | Список объектов от проспекта Чернышевского до Потёмкинской улицы |
| Номер дома                                                       | Описание                                                                   | Архитектор                                                       | Постройка                                                        | Иллюстрация                                                      | Координаты                                                       |
| ---------------------------------------------------------------- | -------------------------------------------------------------------------- | ---------------------------------------------------------------- | ---------------------------------------------------------------- | ---------------------------------------------------------------- | ---------------------------------------------------------------- |
| № 46—48                                                          | Особняк князей Барятинских                                                 | Г. А. Боссе                                                      | 1858 г.                                                          |                                                                  | 59°56′47″ с. ш. 30°21′48″ в. д.                                  |
| № 46—48                                                          | Санкт-Петербургская торгово-промышленная палата                            |                                                                  |                                                                  |                                                                  | 59°56′47″ с. ш. 30°21′48″ в. д.                                  |
| № 52                                                             | Доходный дом                                                               | К. И. Брандт                                                     | 1851 г.                                                          |                                                                  |                                                                  |
| № 52                                                             | Корпус Общины сестёр милосердия                                            | Л. М. Харламов                                                   | 1902—1903 гг.                                                    |                                                                  |                                                                  |
| № 58                                                             | Доходный дом — трёхэтажное здание                                          | П. В. Бульери для Н. Л. Кондратова                               | 1862 г.                                                          |                                                                  |                                                                  |
| № 58                                                             | Надстройка четвёртого этажа                                                | К. Г. Прейс                                                      | 1878 г.                                                          |                                                                  |                                                                  |
| № 58                                                             | Надстройка пятого и шестого этажей, переделка фасада                       | П. В. Резвый                                                     | 1910 г.                                                          |                                                                  |                                                                  |
| № 62 / Потёмкинская, 5                                           | Экономический факультет Санкт-Петербургского государственного университета |                                                                  |                                                                  |                                                                  | 59°56′48″ с. ш. 30°21′59″ в. д.                                  |
| № 57 / Чернышевского, 11                                         | Доходный дом Я. И. Эссен-Стенбок-Фермора                                   | Расширение В. Е. Морган                                          | 1848 г.                                                          |                                                                  |                                                                  |
| № 71                                                             | Генеральное консульство Финляндии                                          |                                                                  | 1967—2007 гг.                                                    |                                                                  |                                                                  |
| № 79                                                             | Доходный дом Соболевых                                                     | М. А. Макаров, Л. М. Харламов (надстройка в 1913 году)           | 1873 г.                                                          |                                                                  |                                                                  |
| За № 62                                                          | Потёмкинская улица                                                         | Потёмкинская улица                                               | Потёмкинская улица                                               | Потёмкинская улица                                               | Потёмкинская улица                                               |
| За № 62                                                          | Таврический сад                                                            | Садовник Вильям Гульд                                            | 1783—1800 гг.                                                    |                                                                  | 59°56′46″ с. ш. 30°22′24″ в. д.                                  |
| За № 62                                                          | Здание кинотеатра «Ленинград»                                              |                                                                  | XX век                                                           |                                                                  | 59°56′44″ с. ш. 30°22′07″ в. д.                                  |